# Tammy Grimes
Pour les articles homonymes, voir Grimes.
Tammy Lee Grimes est une actrice de cinéma, de télévision, de théâtre et chanteuse américaine, née le 30 janvier 1934 à Lynn (Massachusetts) et morte le 30 octobre 2016 à Englewood (New Jersey).

## Biographie
On a initialement proposé à Tammy Grimes le rôle principal de Samantha Stephens dans Ma sorcière bien-aimée, rôle qu'elle déclinera pensant que la série serait un flop.

### Vie privée
Tammy Grimes est la mère de l'actrice Amanda Plummer, qu'elle a eue avec l'acteur Christopher Plummer.

## Filmographie

### Cinéma
- 1967 : Three Bites of the Apple : Angela Sparrow
- 1969 : Arthur! Arthur!
- 1972 : Play It As It Lays, de Frank Perry : Helene
- 1978 : Mais qui a tué son mari? (Somebody Killed Her Husband) : Audrey Van Santen
- 1979 : The Runner Stumbles (en) de Stanley Kramer : Erna Webber
- 1980 : Rien n'arrête la musique (Can't Stop the Music) : Sydney Channing
- 1982 : La Dernière Licorne de Jules Bass et Arthur Rankin Jr. : Molly Grue (voix)
- 1985 : The Stuff : Cameo appearance (in "Stuff" commercial)
- 1986 : America : Joy Hackley
- 1988 : Mr. North : Sarah Baily-Lewis
- 1989 : Esclaves de New York (Slaves of New York) : Georgette
- 1994 : Backstreet Justice : Mrs. Finnegan
- 1995 : A Modern Affair (en) de Vern Oakley (en) : Dr. Gresham
- 1997 : Trouble on the Corner : Mrs. K
- 1998 : High Art : Vera

### Télévision
- 1966 : The Tammy Grimes Show (série TV) : Tammy Ward
- 1970 : The Other Man (TV) : Denise Gray
- 1973 : The Horror at 37,000 Feet (TV) : Mrs. Pinder
- 1973 : The Borrowers (TV) : Homily Clock
- 1974 : Black Day for Bluebeard (TV) : Amanda
- 1974 : 'Twas the Night Before Christmas (TV) : Albert (voix)
- 1978 : Tartuffe (TV) : Elmire
- 1979 : La croisière s'amuse (The Love Boat) (saison 2, episode 16) : Christine
- 1979 : You Can't Go Home Again (TV) : Amy Carlton
- 1980 : The Incredible Book Escape (TV) (voix)
- 1983 : No Big Deal (TV) : Alcoholic mom
- 1983 : A Matter of Cunning (TV) : Sylvia Markham
- 1983 : An Invasion of Privacy (TV) : Paula
- 1983 : Amoureusement vôtre ("Loving") (série TV) : Mrs. Haversham (1995)

## Récompenses et nominations

### Récompenses
- 1959 Theatre World Award
- 1970 Tony Award de la meilleure actrice dans une pièce